# Vliegbasis Brustem
Vliegbasis Brustem (EBST) was een militair vliegveld tussen Brustem en Bevingen, gemeente Sint-Truiden.
In 1936 werd een grasveld in Brustem in gebruik genomen als vliegveld door de Belgische Luchtmacht. Het moest dienst doen als uitwijkvliegveld voor het 3de en 4de smaldeel van het Tweede Jacht Regiment dat gestationeerd was te Nijvel.

## Tijdens de Tweede Wereldoorlog
Op 12 mei 1940 bezetten de Duitsers Sint-Truiden en nam de Duitse Luftwaffe het grasveld in gebruik. Eerst als basis om het Duitse grondleger te ondersteunen in haar verovering van Frankrijk en vervolgens als ondersteuningsvliegveld voor de operaties van de Luftwaffe tegen Engeland. Vrij snel werden omliggende landbouwpercelen opgeëist om het veld uit te breiden. In de loop van 1941 en 1942 maakte de Luftwaffe van Brustem een permanente vliegbasis : diverse stelplaatsen voor vliegtuigen, loodsen, gebouwen, munitiedepots, luchtverdedigingsstellingen, woonverblijven te Bevingen, enz. werden gebouwd alsook drie startbanen. Twee banen van 1450 meter en één piste van 1250 meter lang. Alle drie pistes waren ongeveer 50 meter breed.
De Duitsers noemden de vliegbasis Fliegerhorst 309. Ze werd een deel van de Kammhuberlinie – de naam voor de verdedigingslinie tegen de Britse bommenwerpers die begonnen waren met ’s nachts Duitse steden te bombarderen.

## Naoorlogse periode
Na de bevrijding van Sint-Truiden door de Amerikanen in september 1944 werd het basis van de 404e Fighter Group van de Amerikaanse 9e Luchtmacht om grondaanvallen uit te voeren. Daarna werd de eenheid opgevolgde door de 305e Bomb Group van de Amerikaanse 8ste Luchtmacht. De 305e zou vanuit Brustem vliegen tot december 1945.
In 1947 nam de nieuwe Belgische Luchtmacht de basis te Brustem opnieuw in gebruik. Vanaf de jaren 1960 tot haar sluiting in 1996, was de vliegbasis de thuis voor het vervolmakingscentrum van de Belgische Luchtmacht (zie Kasteel Rochendaal). De leerling-piloten vlogen er eerst met de Fouga Magister en vervolgens met de opvolger, de Alpha Jet.
In 1996 trok de luchtmacht zich terug en kwam er een plan om het geheel een andere bestemming te geven: 19 ha recreatie, 200 ha landbouw en 84 ha bos en natuur. Ook werd een ringweg aangelegd. De startbaan bleef gehandhaafd. Het geheel werd echter sterk verwaarloosd.
In 2004 werd niettemin een plan ontvouwd om de vliegbasis uit te bouwen tot een (civiele) regionale luchthaven, het Vliegveld Sint-Truiden, dat in 2009 zou worden omgedoopt tot Limburg Regional Airport (LRA). In 2007 werd bekend dat een klein deel van het terrein alsnog een militaire bestemming zou krijgen, namelijk als oefenterrein voor de in opleiding zijnde onderofficieren uit het nabijgelegen Saffraanberg. Voorts werden er op het terrein diverse bedrijven gevestigd en worden er trainingsvluchten uitgevoerd.
Vanaf 2013 gingen er stemmen op om een deel van het vliegveld om te bouwen tot drone valley. In december 2017 werd er gestart met de bouw van DronePort, een kenniscentrum voor het bouwen en testen van drones in samenwerking met Stad Sint-Truiden, de Limburgse Reconversiemaatschappij, de Provinciale Ontwikkelingsmaatschappij Limburg en privé-investeerder JK Invest. In januari 2019 ging de campus/incubator open.